# Kinderspital Zürich
Das Kinderspital Zürich an der Lenggstrasse 30 im Quartier Weinegg ist das grösste Zentrum für Pädiatrie und Kinderchirurgie in der Schweiz. Es beschäftigt rund 3000 Mitarbeitende, bietet 200 Betten und behandelt jährlich rund 100'000 Patientinnen und Patienten. Der Spitalbetrieb begann am 2. November 2024. Im Auftrag der Universität bildet es Ärzte und Pflegefachpersonen in Kindermedizin und Kinderchirurgie aus. Die Trägerschaft des Kinderspitals Zürich ist die seit 1868 bestehende Eleonorenstiftung, eine private, gemeinnützige Stiftung. Im Stiftungsrat sind auch Delegierte des Regierungsrats des Kantons Zürich und des Zürcher Stadtrats vertreten.

## Organisation
Das Kinderspital Zürich, Kispi genannt, positioniert sich in folgenden Schwerpunkten:
- Kinder-Herzzentrum mit Kardiologie und Kardiochirurgie
- Neugeborenen- und Fehlbildungschirurgie sowie Fetalchirurgie
- Neurologie und Neurochirurgie sowie Neurorehabilitation
- Zentrum für Onkologie, Hämatologie, Immunologie, Stammzellentransplantation und Somatische Gentherapie
- Stoffwechselstörung, Endokrinologie und Neugeborenenscreening
- Zentrum Kinderhaut mit Verbrennungschirurgie, plastische Chirurgie, Dermatologie, Haut- und Wundbehandlung

Zum Kinderspital gehört die Kinderpermanence Circle am Flughafen Zürich sowie die Kinder-Reha Zürich, ein Rehabilitationszentrum für Kinder und Jugendliche in Affoltern am Albis.

## Neubau
Weil das alte Kinderspital in Zürich-Hottingen unter sehr engen Platzverhältnissen litt, plante die Stiftung einen Neubau in Zürich-Lengg. Im Januar 2009 stellte der Regierungsrat des Kantons Zürich, auf Antrag des Kinderspitals, die Weichen für die Erstellung eines Neubaus auf zwei Arealen im Gebiet Zürich-Lengg zwischen Universitätsklinik Balgrist und Psychiatrischer Universitätsklinik Zürich. Der Kanton trat der Stiftung Land für ihre Bedürfnisse ab und erhielt im Gegenzug das Land des Kinderspitals in Hottingen.
Die Basler Architekten Herzog & de Meuron erhielten den Zuschlag für die Planung. Der Baubeginn war für das Jahr 2018 angesetzt; der Spatenstich fand 2018 statt. Der CHF 735 Mio. teure Bau Neubau umfasst ein Akutspital und ein Gebäude für Forschung und Lehre. Er wurde durch Spenden mitfinanziert. Eingeweiht wurde das neue Kinderspital im Oktober 2024. Bei laufendem Betrieb wurden am 2. November 2024 in einer aufwendigen Umzugsaktion stationäre Patientinnen und Patienten vom alten Spital in Hottingen an den neuen Standort in Zürich-Lengg verlegt. Insgesamt waren fast 1000 Personen aus unterschiedlichen Bereichen an diesem komplexen Vorhaben beteiligt.
Die Architektur des Neubaus ist auf die Bedürfnisse der jungen Patienten ausgerichtet. Stationäre und ambulante Bereiche sind nun näher beisammen, was die Wege kürzer und die Abläufe effizienter macht. Die Patientenzimmer sind wohnlich und kindgerecht gestaltet. Jedes Zimmer bietet Platz für ein Elternteil, der bei seinem Kind übernachten kann. Die Holzdecken in den über 200 Kinderzimmern sind leicht abgeschrägt, was an ein Baumhaus oder eine gemütliche Hütte erinnern soll und den Zimmern eine warme Atmosphäre verleiht. Begrünte Innenhöfe sorgen für Tageslicht in allen Bereichen. Die neuen Operationssäle verfügen über Tageslicht, und die Beleuchtung kann in verschiedenen Farben eingestellt werden, um eine beruhigende Umgebung zu schaffen. Die Therapiestation im Untergeschoss verfügt über einen direkten Zugang zu einem Garten.
Zum Neubau gehört ein eigenständiges Gebäude für Forschung, Lehre und Ausbildung für Ärzte und Pflegefachpersonen.
Als erstes Spital der Schweiz wurden in der Folge das Spital und das Gebäude für Forschung und Lehre mit dem Platin-Standard der SGNI (Schweizerische Gesellschaft für nachhaltiges Immobilienmanagement) zertifiziert.
Über die Zukunft des Areals in Hottingen wird der Kanton Zürich entscheiden.
Per Anfang Juli 2025 tritt CEO Georg Schäppi zurück.

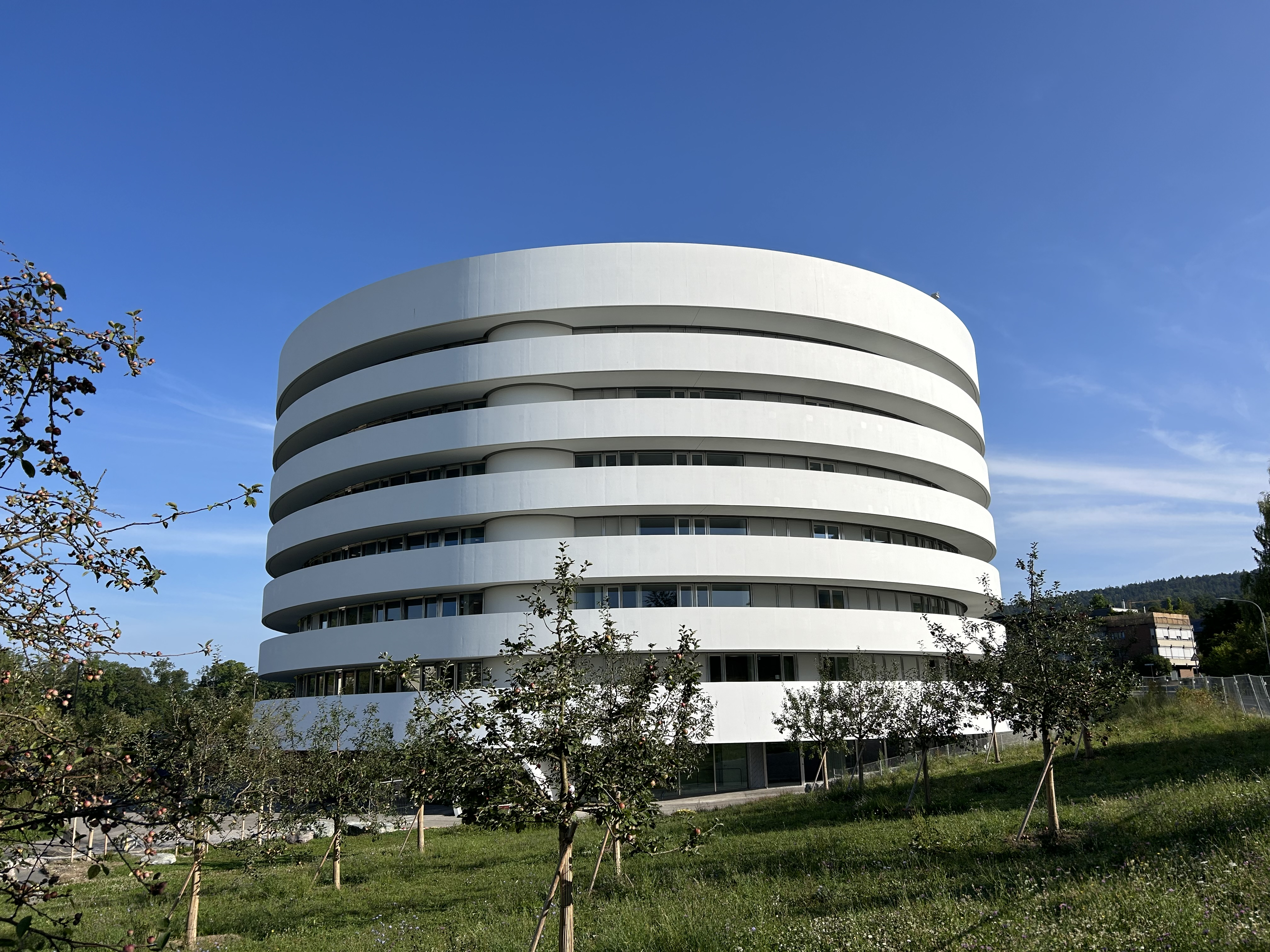
Neubau für Forschung und Lehre

## Spendenfinanzierte Angebote
Das Universitäts-Kinderspital Zürich wird seit Gründung von der privatrechtlichen Eleonorenstiftung getragen. Spenden ermöglichen dem Spital Leistungen zur umfassenden Behandlung und Betreuung von Patientinnen und Patienten und deren Familien, die nicht über Versicherungen oder staatliche Beiträge abgedeckt sind.
Dazu zählen beispielsweise die Bereiche:
- Patienten und Familien: Als erstes und bis dato einziges Kinderspital der Schweiz hat das Kinderspital Zürich im 2018 eigene Spitalclowns angestellt.[14] Diese sorgen im Spitalalltag für unbeschwerte Momente, nehmen den Kindern die Angst vor Eingriffen und lenken sie von Schmerzen ab. Das Spitalclown-Angebot wird mittels Spenden finanziert.
- Forschung: Das Kinderspital betreibt eigene Forschung und leistet wichtige Pionierarbeit. Zwei Drittel der Forschung werden mittels Drittmitteln und Spenden finanziert.[15]

- Medizinische Geräte: Zur Behandlung kranker und verunfallter Kinder benötigt das Kinderspital an jede Altersstufe angepasste Geräte und Instrumente. Nur dank Spenden kann das Kinderspital solche modernen Geräte entwickeln und beschaffen.[16]

## Persönlichkeiten
Bekannte Ärzte am Kinderspital Zürich waren René Prêtre (Schweizer des Jahres 2009), Beat Richner alias Beatocello (Leiter des Kinderspitals Kantha Bopha in Kambodscha), Remo H. Largo (Autor des Longsellers Babyjahre) sowie die beiden Professoren Guido Fanconi (ehemaliger Direktor des Kinderspitals) und Emil Feer (ehemaliger Direktor des Kinderspitals).

## Filme / TV-Beiträge
- Kinderspital, Schweizer Fernsehen 1999 (Produzent: Otto C. Honegger)
- Kinderspital im Ausnahmezustand – Das Kispi zieht um Schweizer Radio und Fernsehen 2025